# Стероидная сульфатаза
Стероидная сульфатаза (стероидсульфатаза) — сульфатаза человека, участвующая в метаболизме стероидов. Кодируется геном STS на X-хромосоме, расположенным вблизи псевдоаутосомной области. 
STS экспрессирован практически во всех тканях и органах хотя бы в небольшом количестве, с максимумом экспрессии в плаценте.

## Функции
Стероидная сульфатаза, осуществляя гидролиз сульфатов ряда стероидов, преобразует их в активную форму, но также действует на некоторые стерил-сульфаты, фенол-сульфаты, стероид-арилсульфаты, стероид-алкилсульфаты.:250 В частности, выделяют роль фермента в преобразовании дегидроэпиандростерон-сульфата (DHEAS) в дегидроэпиандростерон (DHEA).

## Медицинское значение
Мутации гена STS, ведущие к недостаточности стероидной сульфатазы, вызывают X-связанный ихтиоз, заболевание кожи. Как предполагается, важную роль в патогенезе играет избыточное накопление холестеролсульфата в клетках кожи.
Также предполагается, что вариации либо недостаточность STS могут вносить вклад в развитие синдрома дефицита внимания с гиперактивностью и влиять на процессы внимания.
Отмечена роль стероидной сульфатазы в росте гормонозависимых опухолей. Ингибиторы STS планируют использовать в противоопухолевой терапии.